# Le Pavé de Roubaix 2014
De twaalfde editie van de wielerwedstrijd Le Pavé de Roubaix werd gehouden op 13 april 2014. De start was in Saint-Amand-les-Eaux, de finish in Roubaix. De wedstrijd maakte deel uit van de UCI Juniors Nations' Cup 2014, in de categorie 1.Ncup. In 2014 won de Deen Mads Pedersen. Deze editie werd gewonnen door zijn landgenoot Magnus Bak Klaris.

## Uitslag
| Plaats  | Naam               | Tijd     |
| ------- | ------------------ | -------- |
| Winnaar | Magnus Bak Klaris  | 2u52'46" |
| 2       | Casper Pedersen    | z.t      |
| 3       | Enzo Wouters       | z.t.     |
| 4       | Valentin Madouas   | z.t.     |
| 5       | Damien Touzé       | z.t.     |
| 6       | Mads Corell        | z.t.     |
| 7       | Corentin Ermenault | z.t.     |
| 8       | Lucas Eriksson     | z.t.     |
| 9       | Nico Selenati      | z.t.     |
| 10      | Gavin Hoover       | z.t.     |
| 11      | Étienne Fabre      | z.t.     |
| 12      | Tom Wirtgen        | z.t.     |
| 13      | Senne Leysen       | z.t.     |
| 14      | Jordi Warlop       | z.t.     |
| 15      | Filippo Ganna      | + 4"     |
| 16      | Charlie Arimont    | + 1'28"  |
| 17      | Edoardo Affini     | z.t.     |
| 18      | Jan Maas           | z.t.     |
| 19      | Jaume Sureda       | z.t.     |
| 20      | Marten Kooistra    | z.t.     |

2003 · 2004 · 2005 · 2006 · 2007 · 2008 · 2009 · 2010 · 2011 · 2012 · 2013 · 2014 · 2015 · 2016 · 2017 · 2018 · 2019 · 2020 · 2021 · 2022 · 2023 · 2024